# Hymn wspólnoty autonomicznej Madrytu
Hymn wspólnoty autonomicznej Madrytu został oficjalnie przyjęty 24 grudnia 1983.
Autorem słów jest Agustín García Calvo. Muzykę skomponował Pablo Sorozábal Serrano.

## Tekst
Yo estaba en el medio:
giraban las otras en corro,
y yo era el centro.
Ya el corro se rompe,
ya se hacen Estado los pueblos,
Y aquí de vacío girando
sola me quedo.
Cada cual quiere ser cada una:
no voy a ser menos:
¡Madrid, uno, libre, redondo,
autónomo, entero!
Mire el sujeto
las vueltas que da el mundo
para estarse quieto.
Yo tengo mi cuerpo:
un triángulo roto en el mapa
por ley o decreto
entre Ávila y Guadalajara,
Segovia y Toledo:
provincia de toda provincia,
flor del desierto.
Somosierra me guarda del Norte y
Guadarrama con Gredos;
Jarama y Henares al Tajo
se llevan el resto.
Y a costa de esto,
yo soy el Ente Autónomo último,
el puro y sincero.
¡Viva mi dueño,
que, sólo por ser algo,
soy madrileño!
Y en medio del medio,
Capital de la esencia y potencia,
garajes, museos,
estadios, semáforos, bancos,
y vivan los muertos:
¡Madrid, Metrópoli, ideal
del Dios del Progreso!
Lo que pasa por ahí, todo pasa
en mí, y por eso
funcionarios en mí y proletarios
y números, almas y masas
caen por su peso;
y yo soy todos y nadie,
político ensueño.
Y ése es mi anhelo,
que por algo se dice:
«De Madrid, al cielo».